# Alice Glass
Margaret Osborn (Toronto, 25 de agosto de 1988), conocida por su nombre artístico Alice Glass, es una cantante canadiense. conocida por haber sido la vocalista de Crystal Castles, dúo de música electrónica, hasta octubre del 2014. Desde entonces, Glass se encuentra trabajando como solista.

## Biografía
Nació en agosto de 1988 en la ciudad de Toronto, provincia de Ontario, Canadá. A los 14 años escapó de su casa y comenzó a vivir en una comunidad punk de okupas. Aún en la escuela, formó parte de la banda Fetus Fatale. Una semana después de cumplir los 15 años, al terminar una de sus presentaciones con el grupo, conoció a Ethan Kath, quien asombrado con su puesta en escena le habló del proyecto en el que trabajaba y le dio un CD con 60 pistas instrumentales para que escribiera las letras de cinco de ellas. Juntos en el estudio grabaron las cinco canciones, pero sin saberlo, la prueba de micrófono antes de la sesión había sido grabada en secreto por el ingeniero, quien más tarde presentó un disco con seis pistas en lugar de cinco. La pista extra fue descubierta por London UK's Merok Records quienes se propusieron lanzarlo en disco de vinilo como primer sencillo del dúo bajo el nombre «Alice Practice».
En octubre de 2014 anunció, a través de su cuenta de Facebook y Twitter, que dejaba Crystal Castles por razones personales, con intenciones de seguir con una carrera en solitario. El 17 de julio de 2015 publicó su primer sencillo "Stillbirth" sin sello discográfico que la respalde y con la ayuda de su novio Jupiter Keyes. Lo que recaude con la canción va a ir destinado a una Fundación contra los abusos
En agosto de 2017, un año más tarde de que Crystal Castles lanzara su cuarto álbum titulado Amnesty I, Glass publicó su álbum debut, siendo éste un EP de seis canciones en las que se incluye el sencillo "Without Love", una canción con letra de Alice Glass que trata sobre el abuso sexual y emocional. El EP fue grabado en Loma Vista Records y se titula Alice Glass. Glass también anunció que en 2017 estaría de gira con Marilyn Manson.
El 24 de octubre de 2017, Alice Glass declaró en su página web el abuso físico, psicológico, emocional y sexual que sufrió a manos de Ethan Kath. Kath respondió a las acusaciones el mismo día de su publicación expresando que todo lo detallado en tales acusaciones era "pura ficción" y que ya se encuentra analizando sus opciones legales con su abogado. También canceló todos los conciertos de Crystal Castles para el 2017 en motivo de esta situación con Alice.

## Discografía

### ConCrystal Castles
- Crystal Castles
- Crystal Castles II
- III

### En solitario
EP
- 2017:  Alice Glass (Lama Vista Records)

Sencillos
- 2017: Without Love (Lama Vista Records)
- 2018: Forgiveness (Lama Vista Records)
- 2018: Cease and Desist (Lama Vista Records)
- 2018: Mine (Lama Vista Records)
- 2019: Let It Rain (Lama Vista Records)

Colaboraciones
- 2021: Legend (con Alice Longyu Gao)

Mashups
- 2020: Rajadão / Let It Rain (con Pabllo Vittar) (BMT Produções Artisticas)